# Dorfkirche Bentzin

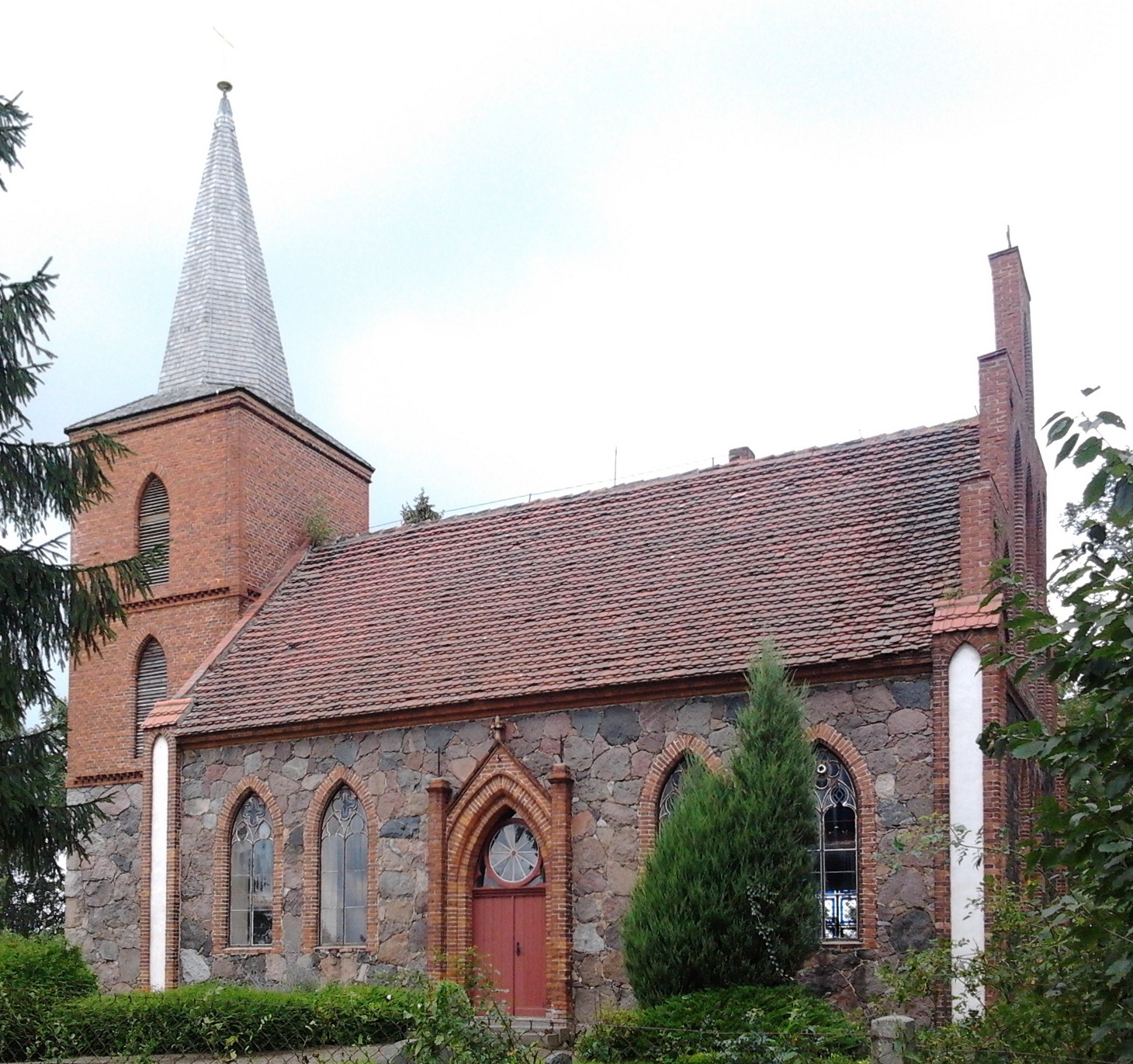
Kirche Bentzin

Die Dorfkirche Bentzin ist eine 1862 errichtete neugotische Kirche in Bentzin im Landkreis Vorpommern-Greifswald. Die Johanniskirche ist eine von sieben Kirchen und Kapellen der Kirchengemeinde Jarmen-Tutow im Pommerschen Evangelischen Kirchenkreis und steht unter Denkmalschutz.

## Geschichte
Der rechteckige Saalbau wurde ab der Mitte des 19. Jahrhunderts aus behauenem Feldstein errichtet.
Westempore und Gestühl stammen aus der Bauzeit und besitzen Maßwerkschmuck. Die Orgel wurde um 1860 von N. Fischer in Demmin gebaut. Der in den 1960er Jahren abgetrennte Ostteil des Kirchenschiffes dient als Winterkirche. Beim Umbau wurde ein neugotischer Triptychonaltar mit Predella abgebrochen, von dessen ursprünglich fünf Ölgemälden sich noch vier an der Westseite der Trennwand befinden. Die Gemälde wurden um 1871 von Carl Gottfried Pfannschmidt im Auftrag des damaligen Kirchenpatrons Wilhelm von Sobeck gefertigt. Das Hauptbild zeigt die Geburt Christi und Anbetung der Heiligen Drei Könige. Das ursprünglich linke Seitenbild stellt Abraham, den Isaak zur Opferung führend, dar, während das frühere rechte Seitenbild den Evangelisten Johannes zeigt, unter dessen Patrozinium die Kirche steht. In der Predella ist die Kreuztragung Christi auf dem Weg nach Golgatha dargestellt. Nicht mehr in der Kirche vorhanden ist das ehemals in einem Aufsatz über dem Mittelschrein des Altars angeordnete Bild Christus als Überwinder in der Herrlichkeit.
Die Glocke wurde 1827 in der Gießerei der Gebrüder Schwenn in Stettin gefertigt und stammt demzufolge aus einem Vorgängerbau.

## Architektur
Die zweiteiligen Fenster sind mit eisernem Maßwerk ausgestattet. Der fensterlose Ostgiebel besitzt zwei spitzbogige hohe Putzblenden. Kleinere Blenden befinden sich an dem durch Zahnschnitt abgesetzten Stufengiebel. Fenster und Blenden haben gefaste Gewände. An der Nordseite des Kirchenschiffes wurde mit Backstein ein korbbogiges Portal imitiert.
Die übergiebelten Stufenportale an der Westseite des quadratischen Westturmes und an der Südseite des Schiffes werden von Wandpfeilern flankiert und haben ebenfalls gefaste Gewände. Die in Backstein ausgeführten oberen Turmgeschosse sind durch doppelte Zahnfriese abgesetzt. Holzschindeln bedecken den eingezogenen Pyramidenhelm.